# Bernard Gavillet
Bernard Gavillet (* 6. März 1960 in Monthey; † 13. Juni 2024) war ein Schweizer Radrennfahrer und nationaler Meister im Radsport.

## Sportliche Laufbahn
Als Amateur fuhr er 1980 die Tour de l’Avenir und schied aus. 1981 wurde er Fünfter der Gesamtwertung in diesem Etappenrennen. 
Von 1982 bis 1989 war er Berufsfahrer. Er begann seine Profikarriere im Radsportteam Royal-Wrangler-Oliver Tex. Später war er Helfer in der Mannschaft von Laurent Fignon.
Sein erster bedeutender Erfolg war der Sieg im Eintagesrennen Martigny–Mauvoisin 1983. 1984 gewann er die Schweizer Bergmeisterschaft vor Guido Winterberg, 1983 und 1987 wurde er Vizemeister, 1986 war er Dritter der Meisterschaft. Im Grand Prix du Canton d’Argovie wurde er 1983 Zweiter, 1984 gewann er das Rennen. Im Grand Prix Guillaume Tell siegte er 1987 im Einzelzeitfahren und belegte in der Gesamtwertung den 2. Platz hinter Guido Winterberg.  
Gavillet bestritt alle Grand Tours. In der Tour de France war er 1986 im Mannschaftszeitfahren mit seinem Team erfolgreich.

## Grand-Tour-Platzierungen
| Grand Tour            | 1982 | 1983 | 1984 | 1985 | 1986 | 1987 | 1988 | 1989 |
| --------------------- | ---- | ---- | ---- | ---- | ---- | ---- | ---- | ---- |
| Vuelta a EspañaVuelta | –    | –    | –    | –    | –    | DNF  | –    | –    |
| Giro d’ItaliaGiro     | 36   | –    | 29   | DNF  | –    | –    | –    | DNF  |
| Tour de FranceTour    | –    | 34   | 20   | –    | 28   | 57   | –    | –    |

In den Rennen der UCI-Strassen-Weltmeisterschaften 1983, 1984 und 1987 schied er aus. 1986 kam er als 36. ins Ziel.